# Kevin Stenlund
Kevin Stenlund (* 20. September 1996 in Stockholm) ist ein schwedischer Eishockeyspieler, der seit Juli 2024 bei den Utah Mammoth in der National Hockey League (NHL) unter Vertrag steht. In den Playoffs 2024 gewann der Center mit den Florida Panthers den Stanley Cup.

## Karriere
Kevin Stenlund wurde in Stockholm geboren und durchlief in seiner Jugend die Nachwuchsabteilungen des Botkyrka HC. Zur Saison 2012/12 wechselte er zu HV71 nach Jönköping und debütierte für dessen Herrenmannschaft in der Saison 2014/15 in der Svenska Hockeyligan (SHL). Dort kam er auf 17 Einsätze und wurde anschließend im NHL Entry Draft 2015 an 58. Position von den Columbus Blue Jackets ausgewählt. Vorerst spielte der Angreifer jedoch noch drei weitere Jahre bei HV71, während er zudem einige wenige Partien auf Leihbasis für den HC Vita Hästen sowie Västerviks IK in der Allsvenskan absolvierte. Den größten Erfolg dieser Zeit feierte er mit HV71 mit dem Gewinn der schwedischen Meisterschaft am Ende der Spielzeit 2016/17.
Im Mai 2017 hatte Stenlund bereits einen Einstiegsvertrag über drei Jahre bei den Blue Jackets unterzeichnet und wechselte gegen Ende der Saison 2017/18 fest in deren Organisation. Vorerst wurde er dabei beim Farmteam der Blue Jackets in der American Hockey League (AHL) eingesetzt, den Cleveland Monsters. Zu seinem Debüt in der National Hockey League (NHL) kam der Schwede derweil im Januar 2019, bevor er sich im weiteren Verlauf einen Stammplatz in Columbus erspielte. Diesen wiederum verlor er in der Saison 2021/22 wieder, ehe sein auslaufender Vertrag im Sommer 2022 nicht verlängert wurde. Als Free Agent wechselte er daher im Juli 2022 zu den Winnipeg Jets, die ihn ebenso zu etwa gleichen Teilen in der NHL und der AHL bei den Manitoba Moose einsetzten.
Ebenfalls als Free Agent wechselte Stenlund im Juli 2023 zu den Florida Panthers, wo er erstmals eine komplette Spielzeit im NHL-Kader verbrachte. Dabei gewann er mit dem Team am Ende der Saison in den Playoffs 2024 den Stanley Cup. Der Center bestritt dabei alle von Floridas 24 Playoff-Partien. Dennoch verblieb er im Sommer 2024 abermals ohne Vertragsverlängerung, sodass er im Juli 2024 einen neuen Zweijahresvertrag beim neu gegründeten Utah Hockey Club unterzeichnete. Dieser firmiert seit Mai 2025 als Utah Mammoth.

## Erfolge und Auszeichnungen
- 2017 Schwedischer Meister mit HV71
- 2024 Stanley-Cup-Gewinn mit den Florida Panthers

## Karrierestatistik
Stand: Ende der Saison 2024/25
(Legende zur Spielerstatistik: Sp oder GP = absolvierte Spiele; T oder G = erzielte Tore; V oder A = erzielte Assists; Pkt oder Pts = erzielte Scorerpunkte; SM oder PIM = erhaltene Strafminuten; +/− = Plus/Minus-Bilanz; PP = erzielte Überzahltore; SH = erzielte Unterzahltore; GW = erzielte Siegtore; 1 Play-downs/Relegation; Kursiv: Statistik nicht vollständig)